# King's Lynn Town FC
King's Lynn Town Football Club is een Engelse voetbalclub uit King's Lynn.

## Geschiedenis
De club werd opgericht in 2010 nadat haar voorganger, King's Lynn FC, werd opgeheven. In de eerste twee seizoenen werd gespeeld in de United Counties League, waarin de club tweemaal op de tweede plaats eindigde. Nadat het de eerste keer niet lukte om te promoveren, werd bij de tweede poging in 2012 wel promotie naar de Northern Premier League Division One South afgedwongen. In het daarop volgende seizoen stond de ploeg op een gegeven moment 17 punten achter koploper Coalville Town FC. Op wonderbaarlijke wijze werd deze achterstand weggewerkt en slaagde de club erin om kampioen te worden en daarmee opnieuw te promoveren. Sinds het seizoen 2013/14 speelde de club daarom in de Northern Premier League Premier Division.
De club werd geplaatst in de Premier Division Central voor het seizoen 2018/19, eindigde als tweede en kwalificeerde zich voor de play-offs. Na Stratford Town en Alvechurch verslagen te hebben, dwongen ze promotie naar de National League North af door in de super play-off finale met 3-2 te winnen van Warrington Town.
Het seizoen 2019/20 werd vroegtijdig afgebroken vanwege de pandemie van het coronavirus. De club stond op dat moment tweede in de competitie, twee punten achter koploper York City FC, met twee wedstrijden minder gespeeld. Het bestuur van de National League besloot later dat de eindstand gebaseerd zou zijn op gemiddeld aantal punten per wedstrijd, wat ertoe leidde dat King's Lynn tot kampioen werd uitgeroepen en promoveerde naar de National League. Een aantal maanden later bereikte de club voor het eerst de eerste ronde van de FA Cup, waarin ze Port Vale uit de League Two met 1-0 versloegen. In de tweede ronde bleek Portsmouth met 6-1 een maatje te groot. In 2022 degradeerde de club terug naar de National League North.

## Stadion
De club speelt haar thuiswedstrijden op The Walks, waar ook de voorganger King's Lynn FC al speelde. Het stadion heeft 1.200 zitplaatsen en een aantal staantribunes, waarmee de totale capaciteit op 8.200 plaatsen uitkomt.

## Bekende (oud-)spelers
- Jeremy Goss
- Grant Holt

Alfreton Town ·
Brackley Town ·
Buxton ·
Chester ·
Chorley ·
Curzon Ashton ·
Darlington ·
Farsley Celtic ·
Hereford ·
Kidderminster Harriers ·
King's Lynn Town ·
Leamington ·
Marine ·
Needham Market ·
Oxford City ·
Peterborough Sports ·
Radcliffe ·
Rushall Olympic ·
Scarborough Athletic ·
Scunthorpe United ·
South Shields ·
Southport ·
Spennymoor Town ·
Warrington Town